# Dizzy Gillespie
Dizzy Gillespie fou un trompetista, cantant i compositor estatunidenc de jazz. Gillespie, amb Charlie Parker, va ser una de les figures més rellevants en el desenvolupament del bebop, jazz llatí i del jazz modern. En els seus primers anys com a instrumentista va treballar amb les grans bandes de Cab Calloway i Earl Fatha Hines, mentre que el 1945 va col·laborar amb el saxofonista Charlie Parker, amb qui va gravar alguns dels més revolucionaris temes de la història del jazz.

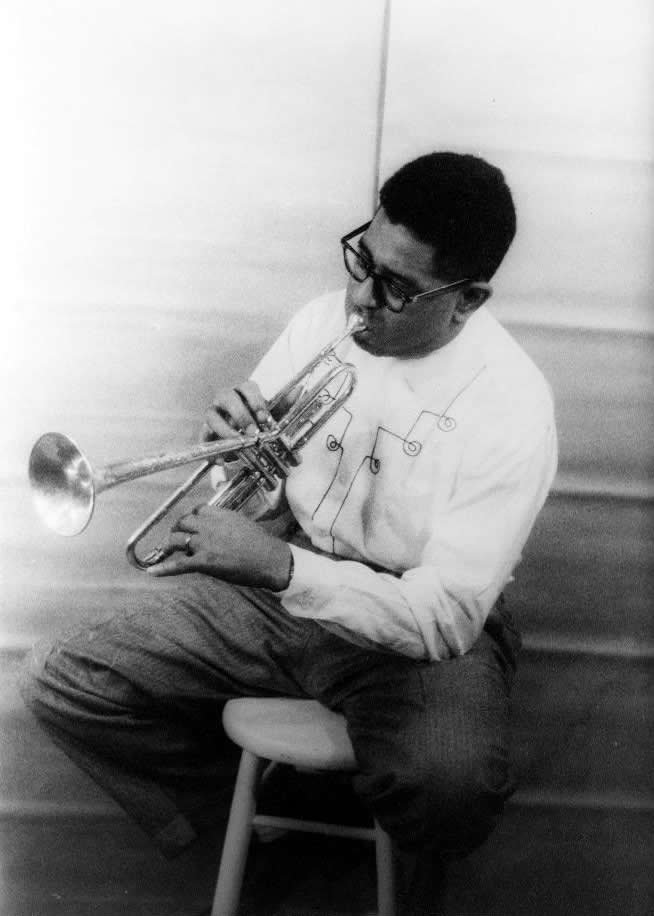
Dizzy Gillespie el 1955

D'altra banda, va ser uns dels principals responsables creadors del jazz afrocubà al costat de Machito, Chano Pozo entre d'altres, per la qual cosa va sobrepassar les fronteres nord-americanes i es va internar en la música mundial ràpidament.
En els seus primers anys com a instrumentista, va treballar amb les grans bandes de Cab Calloway i Earl Fatha Hines, mentre que el 1945 va col·laborar amb el saxofonista Charlie Parker, amb qui va gravar alguns dels més revolucionaris temes de la història del jazz.
Les carreres de Parker i Dizzy van seguir camins separats: mentre que el primer era inigualable en petites formacions, Gillespie oferia el millor de si enfront de grans formacions. Mentre Parker va sofrir la marginació, Gillespie es va convertir en una de les figures més conegudes del jazz. La seva fama es va acréixer amb la seva forta personalitat i els seus espectacles personals, entre els quals destaca la seva habilitat per al scat, els instruments de percussió centreamericans i les seves aparicions públiques, entre les quals destaca la seva postulació a la presidència dels Estats Units el 1964.

## Primers anys de vida i carrera
Dizzy Gillespie, el més jove de nou fills de Lottie i James Gillespie, va néixer a Cheraw, Carolina del Sud. El seu pare era un director d'orquestra local, per la qual cosa es van posar instruments a disposició dels nens. Gillespie va començar a tocar el piano als quatre anys. El pare de Gillespie va morir quan ell només tenia deu anys. Va ensenyar ell mateix a tocar el trombó i també la trompeta als dotze anys. Des de la nit que va sentir el seu ídol, Roy Eldridge, a la ràdio, va somiar amb convertir-se en músic de jazz.

Va guanyar una beca de música a l'Institut Laurinburg de Carolina del Nord a la qual va assistir durant dos anys abans d'acompanyar la seva família quan es van traslladar a Filadèlfia el 1935.
El primer treball professional de Gillespie va ser amb la "Frank Fairfax Orchestra" el 1935, després de la qual es va unir a les respectives orquestres d'Edgar Hayes i més tard de Teddy Hill, substituint a Frankie Newton com a segona trompeta el maig de 1937. La banda de Teddy Hill va ser on Gillespie va fer el seu primer enregistrament, "King Porter Stomp". L'agost de 1937 mentre feia concerts amb Hayes a Washington D.C., Gillespie va conèixer una jove ballarina anomenada Lorraine Willis que treballava en un circuit Baltimore-Filadelphia-Nova York que incloïa l'"Apollo Theatre". Willis no va ser immediatament amable, però Gillespie es va sentir atret de totes maneres. Els dos es van casar el 9 de maig de 1940.
Gillespie es va quedar amb la banda de Teddy Hill durant un any, després va marxar i va treballar com a autònom amb altres bandes. El 1939, amb l'ajuda de la seva esposa Willis, Gillespie es va unir a l'orquestra de Cab Calloway. Va gravar una de les seves primeres composicions, "Pickin' the Cabbage", amb Calloway el 1940. Després d'un altercat entre tots dos, Calloway va acomiadar Gillespie a finals de 1941. L'incident és relatat pels membres de la banda de Gillespie i Calloway, Milt Hinton i Jonah Jones a la pel·lícula de 1997 de Jean Bach, The Spitball Story. Calloway va desaprovar l'humor entremaliat de Gillespie i el seu enfocament aventurer dels sols. Segons Jones, Calloway s'hi va referir com a "música xinesa". Durant l'assaig, algú de la banda va llançar una bola. Ja de mal humor, Calloway va culpar a Gillespie, que es va negar a assumir la culpa. Gillespie va apunyalar a Calloway a la cama amb un ganivet. Calloway tenia petits talls a la cuixa i el canell. Després que els dos es separessin, Calloway va acomiadar Gillespie. Uns dies més tard, Gillespie va intentar disculpar-se amb Calloway, però va ser acomiadat.
Durant el seu temps a la banda de Calloway, Gillespie va començar a escriure música de big band per a Woody Herman i Jimmy Dorsey. Després va treballar independentment amb algunes bandes, sobretot l'orquestra d'Ella Fitzgerald, composta per membres de la banda de Chick Webb.

Gillespie no va servir a la Segona Guerra Mundial. A la seva entrevista del Servei Selectiu, va dir a la junta local: "En aquesta etapa de la meva vida aquí als Estats Units, el peu de qui m'ha estat al cul?" i
"Així que si em poses allà fora amb una pistola a la mà i em dius que dispari a l'enemic, puc crear un cas d'"identitat equivocada" de qui podria disparar".
 Va ser classificat 4-F. El 1943, es va unir a la banda d'Earl Hines. El compositor Gunther Schuller va dir:
... El 1943 vaig escoltar la gran banda d'Earl Hines que tenia Bird i tots aquells altres grans músics. Tocaven tots els acords de quinta bemolades i totes les harmonies i substitucions modernes i Gillespie corre a la secció de trompeta. Dos anys més tard vaig llegir que allò era el 'bop' i l'inici del jazz modern... però la banda mai va fer enregistraments.
Gillespie va dir de la banda de Hines: "La gent parla que la banda de Hines és "la incubadora del bop" i els principals exponents d'aquesta música van acabar a la banda de Hines. Però la gent també té la impressió errònia que la música era nova. . No ho era. La música va evolucionar a partir del que anava abans. Era la mateixa música bàsica. La diferència era en com vas arribar d'aquí a aquí a aquí... naturalment, cada edat té la seva pròpia merda."
Gillespie es va unir a la big band del col·laborador de molt temps de Hines, Billy Eckstine, i va ser com a membre de la banda d'Eckstine que es va reunir amb Charlie Parker, un company. El 1945, Gillespie va deixar la banda d'Eckstine perquè volia tocar amb un petit combo. Un "petit combo" normalment no tenia més de cinc músics, tocant la trompeta, el saxo, el piano, el baix i la bateria.

## L'ascens del bebop
El bebop era conegut com el primer estil de jazz modern. No obstant això, va ser impopular al principi i no es va veure tan positivament com la música swing. El bebop va ser vist com un resultat del swing, no com una revolució. Swing va introduir una diversitat de nous músics a l'era del bebop com Charlie Parker, Thelonious Monk, Bud Powell, Kenny Clarke, Oscar Pettiford i Gillespie. A través d'aquests músics es va crear un nou vocabulari de frases musicals. Amb Parker, Gillespie va entrar a clubs de jazz famosos com "Minton's Playhouse" i "Monroe's Uptown House". El sistema de Parker també tenia mètodes per afegir acords a les progressions d'acords existents i implicar acords addicionals dins de les línies improvisades.
Composicions de Gillespie com "Groovin' High", "Woody 'n' You" i "Salt Peanuts" sonaven radicalment diferents, harmònicament i rítmicament, de la música swing popular de l'època. "A Night in Tunisia", escrit el 1942, mentre tocava amb la banda d'Earl Hines, destaca per tenir una característica que és habitual en la música actual: una línia de baix sincopada. "Woody 'n' You" es va gravar en una sessió dirigida per Coleman Hawkins amb Gillespie com a company destacat el 16 de febrer de 1944 (Apollo), la primera gravació formal de bebop. Va aparèixer en els enregistraments de la banda Billy Eckstine i va començar a gravar prolíficament com a líder i sideman a principis de 1945. No es va conformar amb deixar que el bebop s'assegués en un nínxol de petits grups en petits clubs. Un concert d'un dels seus petits grups a l'Ajuntament de Nova York el 22 de juny de 1945 va presentar el bebop a un ampli públic; se'n van publicar enregistraments el 2005. Va començar a organitzar grans bandes a finals de 1945. Dizzy Gillespie i el seu Bebop Six, que incloïa Parker, van començar un concert prolongat al club de Billy Berg a Los Angeles el desembre de 1945. La recepció va ser mixta i la banda es va separar. El febrer de 1946 va signar un contracte amb Bluebird, guanyant el poder de distribució de RCA per a la seva música. Ell i la seva big band van encapçalar la pel·lícula de 1946 Jivin' in Be-Bop.
Després del seu treball amb Parker, Gillespie va dirigir altres combos petits (inclosos els de Milt Jackson, John Coltrane, Lalo Schifrin, Ray Brown, Kenny Clarke, James Moody, J.J. Johnson i Yusef Lateef) i va formar les seves grans bandes d'èxit a partir de 1947. Ell i les seves grans bandes, amb arranjaments proporcionats per Tadd Dameron, Gil Fuller i George Russell, van popularitzar el bebop i el van convertir en un símbol de la nova música.
Les seves grans bandes de finals de la dècada de 1940 també comptaven amb els rumbers cubans Chano Pozo i Sabu Martinez, despertant l'interès pel jazz afrocubà. Va aparèixer freqüentment com a solista amb el Jazz de Norman Granz a la Filharmònica.
Gillespie i la seva Bee Bop Orchestra va ser l'estrella destacada del 4th Cavalcade of Jazz concert celebrat al "Wrigley Field" de Los Angeles que va ser produït per Leon Hefflin, Sr. el 12 de setembre de 1948. El jove mestre havia tornat recentment d'Europa on la seva música va sacsejar el continent. La descripció del programa va assenyalar "la musicalitat, la tècnica inventiva i l'atreviment d'aquest jove ha creat un nou estil, que es pot definir com una gimnàstica solista fora de l'acord". Aquell dia també hi havia Frankie Laine, Little Miss Cornshucks, The Sweethearts of Rhythm, The Honeydrippers, Big Joe Turner, Jimmy Witherspoon, The Blenders i The Sensations.
L'any 1948, Gillespie es va veure implicat en un accident de trànsit quan la bicicleta que anava va ser colpejada per un automòbil. Va resultar ferit lleument i va trobar que ja no podia colpejar el si bemoll per sobre del C alt. Va guanyar el cas, però el jurat li va concedir només 1000 dòlars en vista dels seus alts ingressos fins a aquell moment.
El 1951, Gillespie va fundar el seu segell discogràfic, Dee Gee Records; va tancar el 1953. El 6 de gener de 1953, va organitzar una festa per a la seva dona Lorraine a Snookie's, un club de Manhattan, on la campana de la seva trompeta es va doblegar cap amunt en un accident, però li va agradar tant el so que li va fer una trompeta especial amb un 45 graus amb la campana aixecada, convertint-se en la seva marca registrada.
El 1956 Gillespie va organitzar una banda per fer una gira del Departament d'Estat per l'Orient Mitjà, que va tenir una bona acollida internacional i li va valer el sobrenom d'"l'ambaixador del jazz". Durant aquest temps, també va continuar liderant una big band que va actuar per tots els Estats Units i va comptar amb músics com Pee Wee Moore i altres. Aquesta banda va gravar un àlbum en directe al festival de jazz de Newport de 1957 que va comptar amb Mary Lou Williams com a artista convidada al piano.

## Jazz afrocubà
A finals de la dècada de 1940, Gillespie va participar en el moviment anomenat música afrocubana, portant la música i els elements afrolatinoamericans a una major prominència al jazz i fins i tot a la música pop, particularment la salsa. El jazz afrocubà es basa en ritmes tradicionals afrocubans. Gillespie va conèixer Chano Pozo el 1947 gràcies a Mario Bauza, un trompetista de jazz llatí. Chano Pozo es va convertir en el bateria de conga de Gillespie per a la seva banda. Gillespie també va treballar amb Mario Bauza a clubs de jazz de Nova York al carrer 52 i a diversos clubs de ball famosos com el Palladium i l'Apollo de Harlem. Van tocar junts a la banda de Chick Webb ia la banda de Cab Calloway, on Gillespie i Bauza es van fer amics per a tota la vida. Gillespie va ajudar a desenvolupar i madurar l'estil de jazz afrocuban. El jazz afrocubà es considerava orientat al bebop i alguns músics el van classificar com un estil modern. El jazz afrocubà va tenir èxit perquè la seva popularitat mai va disminuir i sempre va atreure la gent a ballar.
Les contribucions més famoses de Gillespie a la música afrocubana són "Manteca" i "Tin Tin Deo" (ambdues coescrites amb Chano Pozo); va ser l'encarregat d'encarregar "Cubano Be, Cubano Bop" de George Russell, que comptava amb Pozo. El 1977, Gillespie va conèixer Arturo Sandoval durant un creuer de jazz a l'Havana. Sandoval va fer una gira amb Gillespie i va desertar a Roma el 1990 mentre feia gira amb Gillespie i l'Orquestra de les Nacions Unides.

## Últims anys

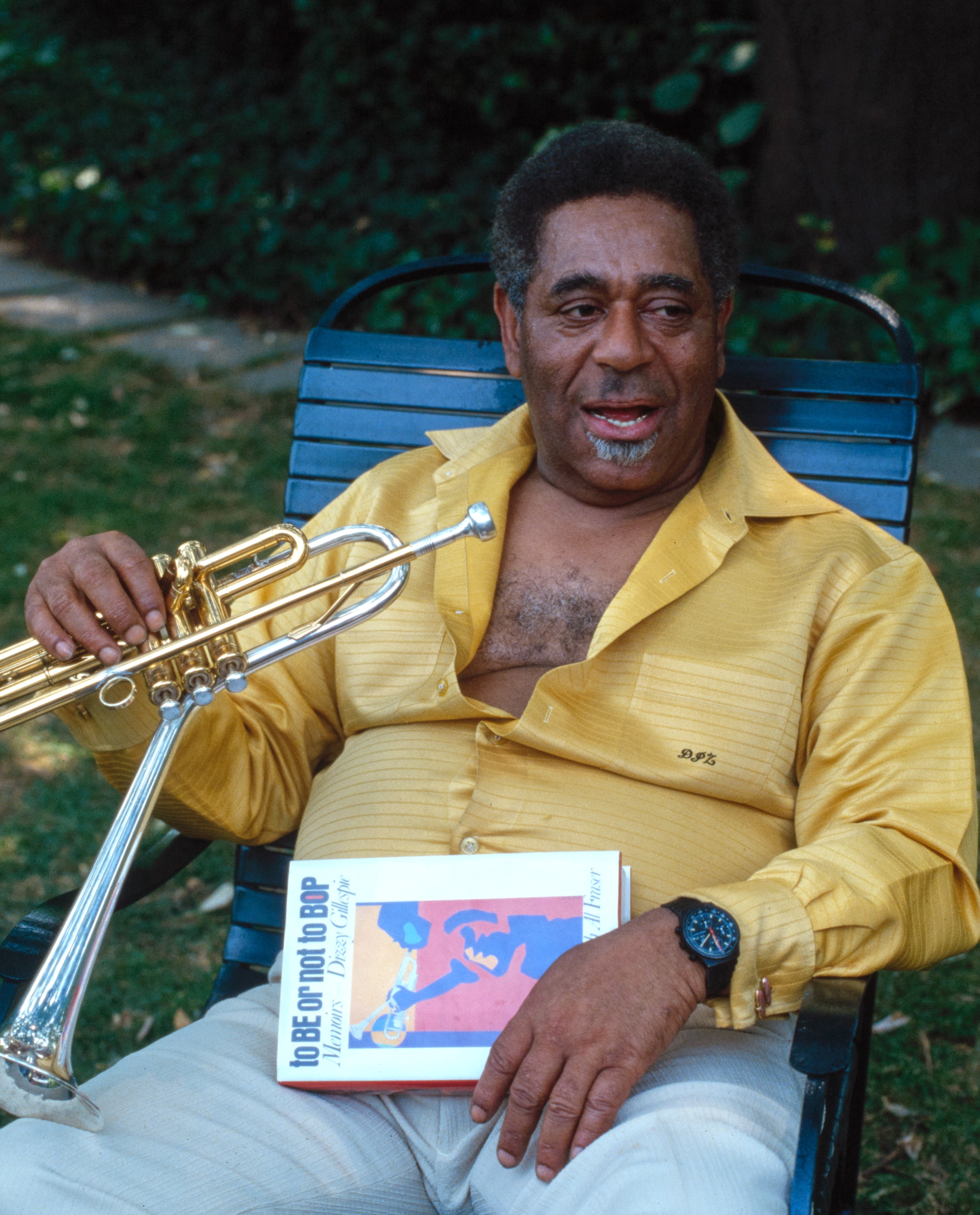
Gillespie sostenint les memòries To Be or Not to Bop publicades el 1979

A la dècada de 1980, Gillespie va dirigir l'Orquestra de les Nacions Unides. Durant tres anys Flora Purim va fer una gira amb l'Orquestra. Ella atribueix a Gillespie la millora de la seva comprensió del jazz.
El 1982, el músic de Motown Stevie Wonder el va cercar per tocar el seu sol en l'èxit senzill de Wonder de 1982, "Do I Do".

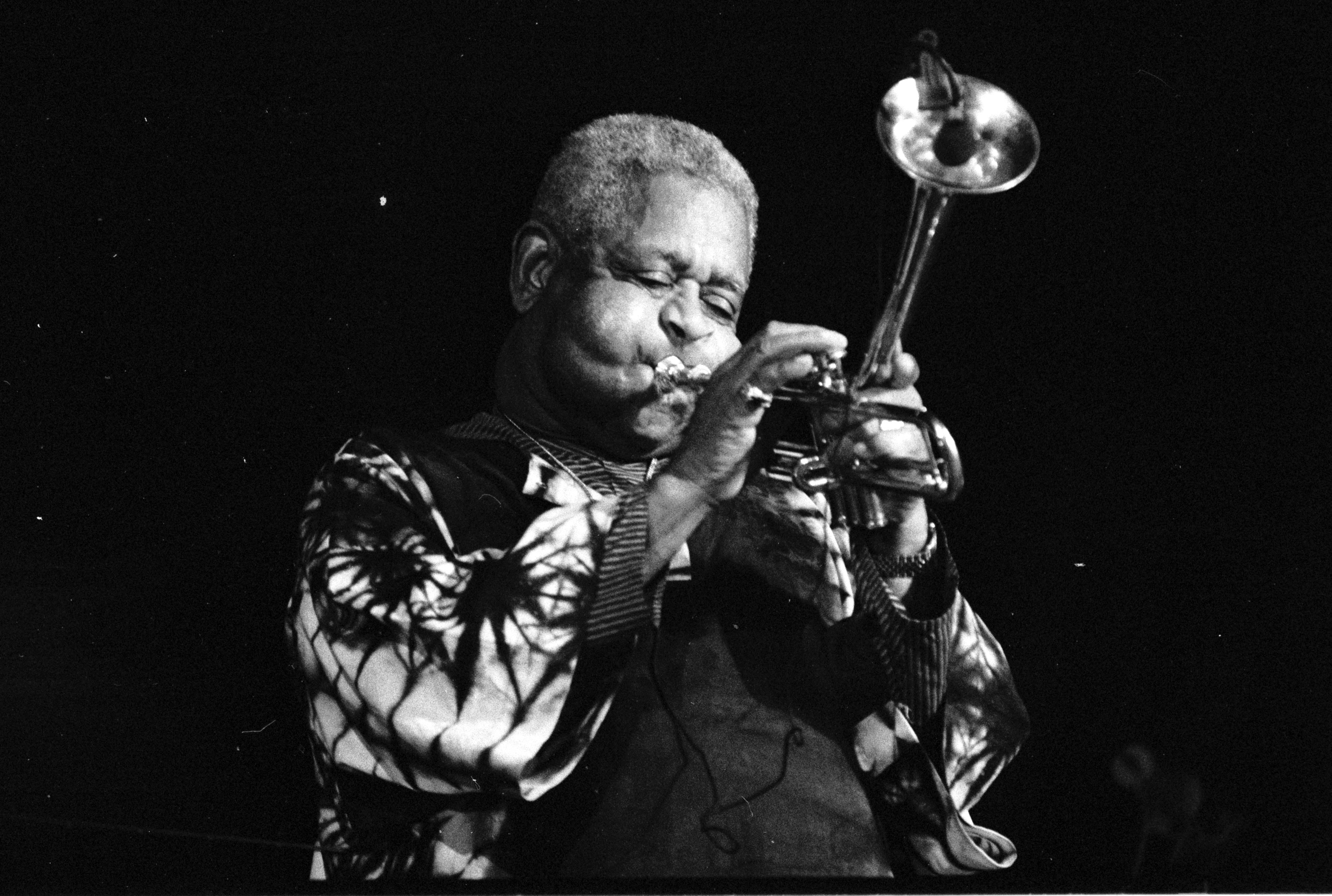
Gillespie en concert, Deauville, Normandia, França, juliol de 1991

Va protagonitzar la pel·lícula "The Winter in Lisbon" que es va estrenar com El invierno en Lisboa el 1992 i reestrenada el 2004. L'àlbum de la banda sonora, amb ell, es va gravar el 1990 i es va estrenar el 1991. La pel·lícula és un drama criminal sobre un pianista de jazz que s'enamora d'una dona perillosa mentre es troba a Portugal amb la banda de jazz d'un expatriat nord-americà.
El desembre de 1991, durant un compromís a "Kimball's East" a Emeryville, Califòrnia, va patir una crisi pel que va resultar ser càncer de pàncrees. Va actuar una nit més, però va cancel·lar la resta de la gira per motius mèdics, posant fi als seus 56 anys de carrera de gira. Va dirigir la seva darrera sessió d'enregistrament el 25 de gener de 1992.

El 26 de novembre de 1992, el Carnegie Hall, després del Segon Congrés Mundial Bahá'í, va celebrar el concert del 75è aniversari de Gillespie i la seva ofrena a la celebració del centenari de la mort de Bahá'u'lláh. Gillespie havia d'aparèixer al Carnegie Hall per 33a vegada. La formació incloïa Jon Faddis, James Moody, Paquito D'Rivera i el Mike Longo Trio amb Ben Brown al baix i Mickey Roker a la bateria. Gillespie estava massa malament per assistir.
"Però els músics van tocar el seu cor per ell, sens dubte sospitant que no tornaria a tocar. Cada músic va rendir homenatge al seu amic, aquest gran soul i innovador en el món del jazz".

## Mort i post mortem
Gillespie va morir de càncer de pàncrees el 6 de gener de 1993 a l'edat de 75 anys i va ser enterrat al cementiri de Flushing, Queens, Nova York. Mike Longo va pronunciar un elogi al seu funeral.

## Política i religió
El 1962, Gillespie i l'actor George Mathews van protagonitzar The Hole, un curtmetratge d'animació de John i Faith Hubley. Llançat el mateix any que la Crisi dels míssils de Cuba, utilitza l'àudio d'una conversa improvisada entre tots dos sobre les causes dels accidents i la possibilitat de llançar accidentalment armes nuclears. El curt va guanyar l'Oscar al millor curtmetratge d'animació l'any següent.
Durant la campanya presidencial dels Estats Units de 1964, Gillespie es va presentar com a candidat independent per escrit. Va prometre que si fos elegit, la Casa Blanca passaria a anomenar-se Blues House, i tindria un gabinet format per Duke Ellington (secretari d'Estat), Miles Davis (director de la CIA), Max Roach (secretari de Defensa). , Charles Mingus (secretari de Pau), Ray Charles (bibliotecari del Congrés), Louis Armstrong (secretari d'Agricultura), Mary Lou Williams (ambaixadora al Vaticà), Thelonious Monk (ambaixador ambulant) i Malcolm X (fiscal general). Va dir que la seva companya de fórmula seria Phyllis Diller. Els botons de campanya havien estat fabricats anys abans per l'agència de reserves de Gillespie com a broma, però els ingressos es van destinar al Congrés d'Igualtat Racial, a la "Southern Christian Leadership Conference" i a Martin Luther King Jr.; anys posteriors es van convertir en una peça de col·leccionista. El 1971, va anunciar que tornaria a presentar-se però es va retirar abans de les eleccions.
Poc després de la mort de Charlie Parker, Gillespie es va trobar amb un membre del públic després d'un espectacle. Van tenir una conversa sobre la unitat de la humanitat i l'eliminació del racisme des de la perspectiva de la fe bahá'í. Impactat per l'assassinat de Martin Luther King Jr. el 1968, es va convertir en bahá'í aquell mateix any. L'èmfasi universalista de la seva religió el va impulsar a veure's més com un ciutadà global i humanitari, ampliant el seu interès per la seva herència africana. La seva espiritualitat va fer ressaltar la generositat i el que l'autor Nat Hentoff va anomenar una força interior, disciplina i "força de l'ànima".
La conversió de Gillespie es va veure més afectada pel llibre "Thief in the Night" de Bill Sears. Gillespie va parlar de la fe bahá'í amb freqüència en els seus viatges a l'estranger. Se l'honora amb sessions setmanals de jazz al New York Bahá'í Center a l'auditori commemoratiu.

## Vida personal
Gillespie es va casar amb la ballarina Lorraine Willis a Boston el 9 de maig de 1940. Van romandre junts fins a la seva mort el 1993; Lorraine es va convertir al catolicisme amb Mary Lou Williams el 1957. Lorraine va gestionar els seus negocis i assumptes personals. La parella no va tenir fills, però Gillespie va tenir una filla, la cantant de jazz Jeanie Bryson, nascuda el 1958 d'una aventura amb la compositora Connie Bryson. Gillespie va conèixer a Bryson, una pianista formada per Juilliard, al club de jazz Birdland de la ciutat de Nova York. A mitjans de la dècada de 1960, Gillespie es va establir a Englewood, Nova Jersey, amb la seva dona. L'escola secundària pública d'Englewood local, "Dwight Morrow High School", va batejar el seu auditori amb el seu nom: "Dizzy Gillespie Auditorium".

## Artística
Estil

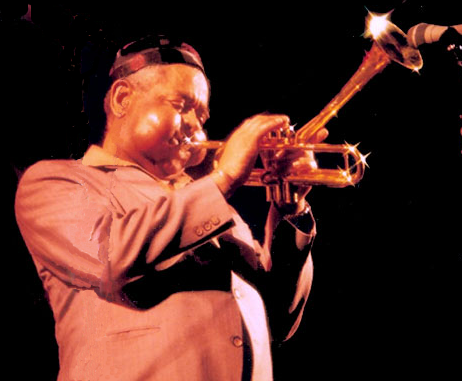
Gillespie actua amb la seva trompeta doblegada el 1988. Gillespie actua amb la seva trompeta doblegada el 1988.

Gillespie ha estat descrit com el "so de la sorpresa". "The Rough Guide to Jazz" descriu el seu estil musical:
Tota l'essència d'un solo de Gillespie era el suspens del penya-segat: les frases i l'angle d'aproximació eren perpètuament variats, les curses vertiginoses eren seguides per pauses, per grans salts d'interval, per notes llargues i immensament agudes, per insults i taques i blaus. frases; sempre agafava per sorpresa els oients, sempre xocant-los amb un nou pensament. Els seus reflexos llamps i l'oïda excel·lent van fer que la seva execució instrumental coincidís amb els seus pensaments en la seva potència i velocitat. I es va preocupar en tot moment pel swing; fins i tot prenent-se les llibertats més agosarades amb el pols o el ritme, les seves frases mai no deixaven de balancejar-se. El magnífic sentit del temps de Gillespie i la intensitat emocional del seu joc provenien de les arrels de la infància. Els seus pares eren metodistes, però de nen s'anava a colar tots els diumenges a la desinhibida Església Santificada. Més tard va dir: "L'Església Santificada va tenir un significat profund per a mi musicalment. Primer vaig aprendre el significat del ritme allà i tot sobre com la música pot transportar la gent espiritualment".
A l'obituari de Gillespie, Peter Watrous descriu el seu estil d'actuació:
En el senyor Gillespie, naturalment efervescent, existien oposats. El seu joc —i va actuar constantment fins gairebé el final de la seva vida— va ser meteòric, ple d'invent virtuós i mortalment seriós. Però amb els seus aspectes infinitament divertits, la seva gran varietat d'expressions facials i els seus dots naturals de còmics, era tant un pur animador com un artista consumat.
Wynton Marsalis va resumir Gillespie com a intèrpret i professor:
El seu toc mostra la importància de la intel·ligència. La seva sofisticació rítmica era inigualable. Era un mestre de l'harmonia, i li fascinava estudiar-la. Va agafar tota la música de la seva joventut, des de Roy Eldridge fins a Duke Ellington, i va desenvolupar un estil únic basat en un ritme complex i una harmonia equilibrada per l'enginy. Gillespie era tan ràpid de ment que podia crear un flux interminable d'idees a un ritme inusualment ràpid. Ningú s'havia plantejat mai tocar una trompeta d'aquesta manera, i molt menys ho havia provat. Tots els músics el respectaven perquè, a més de superar a tothom, sabia molt i era tan generós amb aquest coneixement...

## Trompeta inclinada
La trompeta de marca registrada de Gillespie presentava una campana que s'inclinava cap amunt en un angle de 45 graus en lloc d'apuntar cap endavant com en el disseny convencional. Segons l'autobiografia de Gillespie, això va ser originalment el resultat d'un dany accidental causat per la caiguda dels ballarins Stump i Stumpy sobre l'instrument mentre estava en un suport de trompeta a l'escenari de Snookie's a Manhattan el 6 de gener de 1953, durant una festa d'aniversari per a la dona de Gillespie. Lorena. La constricció provocada per la flexió va alterar el to de l'instrument i a Gillespie li va agradar l'efecte. L'endemà va fer arreglar la trompeta, però no podia oblidar el to. Gillespie va enviar una petició a Martin perquè li fes una trompeta "doblada" a partir d'un esbós produït per Lorraine, i a partir d'aquell moment va tocar una trompeta amb una campana cap amunt.
El juny de 1954 estava utilitzant una banya fabricada professionalment d'aquest disseny, i s'havia de convertir en una marca registrada per a la resta de la seva vida: 258–259  Aquestes trompetes van ser fetes per a ell per Martin (des de 1954), King Musical. Instruments (del 1972) i Renold Schilke (del 1982, regal de Jon Faddis). Gillespie va preferir les embocadures fetes per Al Cass. El desembre de 1986 Gillespie va regalar al Museu Nacional d'Història dels Estats Units la seva trompeta King "Silver Flair" de 1972 amb una embocadura Cass.
L'abril de 1995, la trompeta Martin de Gillespie va ser subhastada a Christie's a la ciutat de Nova York amb instruments utilitzats per Coleman Hawkins, Jimi Hendrix i Elvis Presley. Es va seleccionar una imatge de la trompeta de Gillespie per a la portada del programa de subhastes. L'instrument maltret va ser venut al constructor de Manhattan Jeffery Brown per 63.000 dòlars, els beneficis van beneficiar els músics de jazz amb càncer.

## Premis i honors

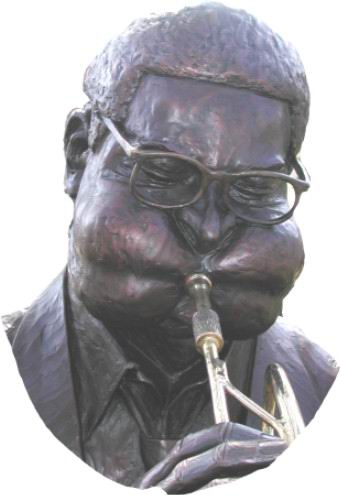
Statue of Gillespie in his hometown of Cheraw, South Carolina

El 1989, Gillespie va rebre el Grammy Lifetime Achievement Award. L'any següent, a les cerimònies del "Kennedy Center for the Performing Arts" que celebraven el centenari del jazz nord-americà, Gillespie va rebre el Kennedy Center Honors Award i la "American Society of Composers, Authors, and Publishers" Duke Ellington. Premi pels 50 anys d'èxit com a compositor, intèrpret i director d'orquestra.
El 1989, Gillespie va rebre un doctorat honoris causa en música pel "Berklee College of Music".
El 1991, Gillespie va rebre el premi Golden Plate de l'"American Academy of Achievement" presentat pel membre del Consell de Premis Wynton Marsalis.
El 1993 va rebre el Polar Music Prize a Suècia. L'any 2002, va ser inclòs pòstumament al "Saló de la fama internacional de la música llatina" per les seves contribucions a la música afrocubana. Va ser homenatjat el 31 de desembre de 2006 a A Jazz New Year's Eve: Freddy Cole & the Dizzy Gillespie All-Star Big Band al John F. Kennedy Center for the Performing Arts. El 2014, Gillespie va ser inclòs al "Saló de la fama de Nova Jersey".

## En la cultura popular

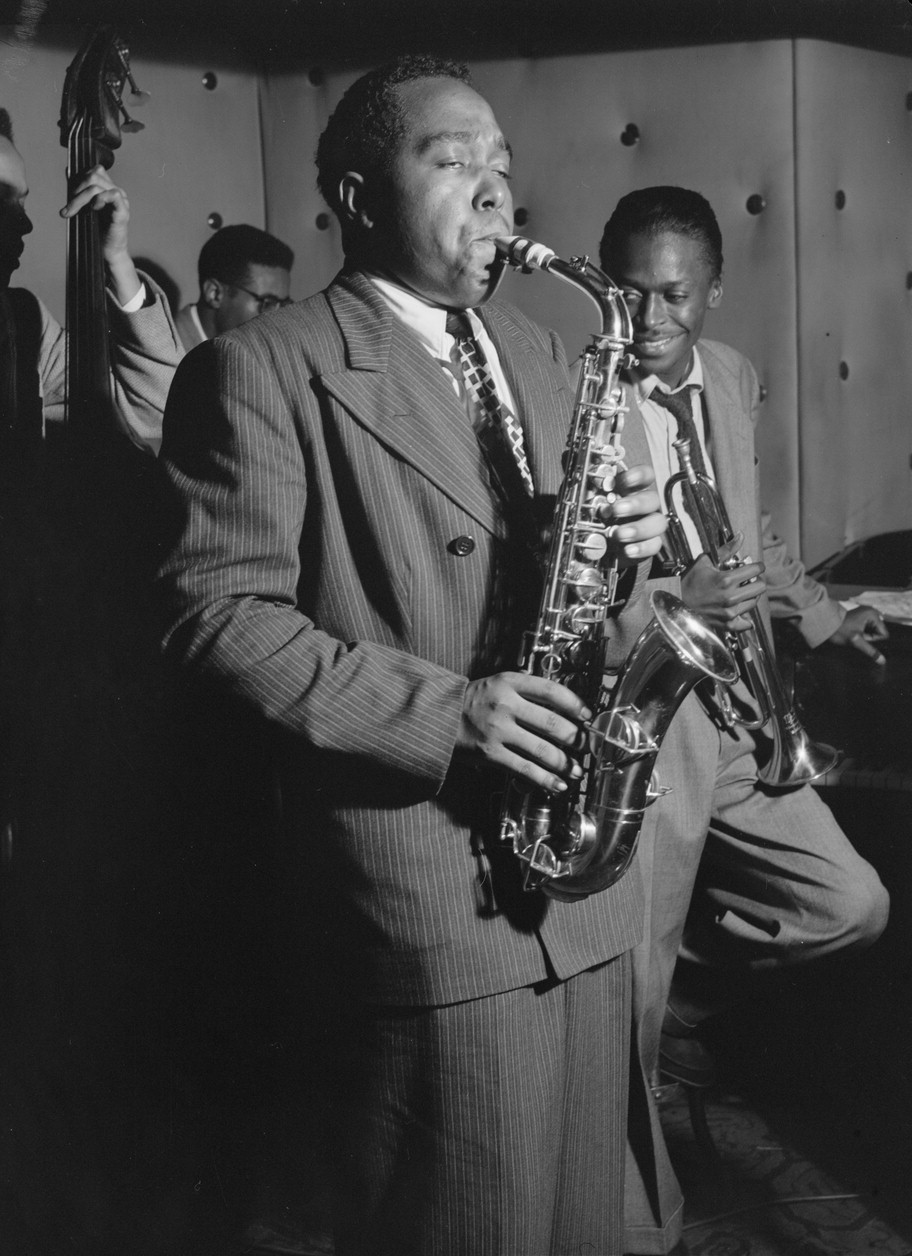
Dizzy amb Charlie Parker, Tommy Potter, Miles Davis, Max Roach

Samuel E. Wright va interpretar Dizzy Gillespie a la pel·lícula Bird (1988), sobre Charlie Parker. Kevin Hanchard va interpretar Gillespie al biopic de Chet Baker Born to Be Blue (2015). Charles S. Dutton el va interpretar a For Love or Country: The Història d'Arturo Sandoval (2000).

## Llistat d'obres
Article principal: Llista d'obres de Dizzy Gillespie (anglès)